# Articolazione di Clutton
L'articolazione di Clutton è una forma dolorosa di tumefazione di un'articolazione.

## Sistemi interessati
Le zone del corpo colpite da tale forma degenerativa sono prevalentemente le articolazioni (entrambe) delle ginocchia, anche se si sono registrati casi ai gomiti e alle caviglie, provocato in tali episodi dalla sifilide.

## Sintomatologia
Nei vari casi verificati insorgono nell'individuo dolori acuti, o subdoli, tumefazione delle zone interessate, con versamento articolare e ispessimento sinoviale.

## Storia
La condizione venne descritta per la prima volta da Henry Hugh Clutton nel 1886.